# Sbor Kvítek
Dačický dětský pěvecký sbor Kvítek byl založen v roce 1997 a působil při základní umělecké škole. Stálým sbormistrem asi stodvacetičlenného sboru je Vítězslav Hergesel.
V roce 2008 oslavil sbor 10. výročí založení koncerty v městském kulturním středisku v Dačicích a v kostele svatého Vavřince. Na koncertech vystoupily i spřátelené sbory Ondrášek z Nového Jičína, Medvíďata z Českého Krumlova a Motýli ze Šumperka.
Kvítek pravidelně jezdí na soutěže a festivaly jak v Česku tak i v zahraničí. V roce 2009 vystoupil sbor na mezinárodním soutěžním festivalu konaném od 16. do 19. července 2009 ve španělském městě Cantonigros. V belgickém Neerpeltu na mezinárodním festivalu pěveckých sborů – jubilejním 60. ročníku Europees Muziekfestival voor de Jeugd – obsadili v roce 2012 Mladší Kvítci 1. místo v konkurenci 34 sborů a starší děvčata zvítězila v kategorii výběrových sborů mezi sedmi kolektivy. V roce 2014 vystoupil na festivalu Porta musicae v Novém Jičíně.